# Louis Brière de l'Isle
Louis Alexandre Esprit Gaston Brière de l'Isle (Le François, 4 giugno 1827 – Saint-Leu-la-Forêt, 19 giugno 1896) è stato un militare francese.
Fu governatore del Senegal da 1876 al 1881 e comandante in capo del Corpo di spedizione del Tonchino durante la guerra sino-francese (agosto 1884-aprile 1885).

## Inizio della carriera nella fanteria di marina
Louis Briere de l'Isle frequentò il Collège de Juilly dal 1839 al 1841. Si diplomò nel 1847 all'accademia militare di Saint-Cyr e fu nominato sottotenente nella fanteria di marina il 1º ottobre 1847. Fu promosso tenente il 7 luglio 1852 e capitano il 30 gennaio 1856. Durante la campagna di Cocincina ricoprì dal 1859 al 1860 il ruolo di adjudant major del reggimento di marina.
Fu citato all'ordine dell'esercito del 26 febbraio 1861 per essersi distinto nella battaglia di Kỳ Hòa. Fu nominato chef de bataillon il 25 giugno 1862, ispettore degli affari indigeni a Tây Ninh nel 1863 e tenente colonnello il 3 agosto 1867.
Nominato colonnello il 2 agosto 1870, durtante la guerra franco-prussiana guidò il 1º reggimento di fanteria di marina nella battaglia di Bazeilles e fu ferito durante battaglia di Sedan.

## Governatore del Senegal
Dopo la guerra franco-prussiana, Brière de l'Isle fu nominato governatore del Senegal, incarico che ricoprì dal 1876 al 1881. Kanya-Forstner lo descrive come "un governante autoritario che irritò gli interessi commerciali francesi e trasformò la colonia in una dittatura quasi militare".
Avendo trovato la colonia in gravi difficoltà finanziarie, aumentò le tasse sulle stoffe importate da altri Paesi, il che servì a placare le grandi imprese commerciali francesi, ma danneggiò gli interessi locali a Saint-Louis e Dakar. Dal punto di vista militare, la colonia senegalese aveva recentemente affrontato sia le rivolte degli Stati Wolof, situati nei pressi della costa atlantica, sia i potenti Stati dell'interno.
Alla fine degli anni 1870 i governi francesi erano più disposti di quelli precedenti a sancire (o ad accettare) la conquista di nuovi territori, mentre le imprese commerciali francesi con sede in Senegal non erano favorevoli al diretto controllo dell'entroterra, preferendo lavorare attraverso le proprie reti commerciali e le varie postazioni commerciali militari francesi.
Brière de l'Isle procedette ad una serie di espansioni territoriali, sia con l'imposizione di protettorati e sia attraverso il controllo militare diretto, supervisionando la conquista francese di territori in Africa occidentale che sarebbe stata poi formalizzata con la conferenza di Berlino del 1884. Da questo punto di vista, quindi, l'azione di Brière de l'Isle fu rappresentativa di una nuova fase del colonialismo francese.

### Espansione nel Medio-Niger
Nell'aprile 1873 Brière de l'Isle aveva inviato l'esploratore Paul Soleillet a Ségou (nell'attuale Mali) per avviare negoziati con il sovrano Ahmadu Tall, dando inizio all'espansione francese nella media valle del fiume Niger. Nel marzo 1880 inviò nuovamente degli inviati a Ségou, questa volta guidati dal futuro governatore Joseph Gallieni, per stabilire un commercio regolare. "Lo scopo di questi negoziati diplomatici era quello di preparare le battaglie finali di conquista, non di evitarle".
Nel frattempo, Gallieni costruì il forte francese di Bafoulabé. Soleillet, nei suoi rapporti, aveva caldeggiato la realizzazione di quella che sarebbe diventata la ferrovia Dakar-Niger: Brière de l'Isle fu conquistato dall'idea e trovò un alleato nell'ammiraglio Jean-Bernard Jauréguiberry, nuovo ministro della marina. Jauréguiberry non riuscì a ottenere finanziamenti sufficienti dal governo e Gallieni non fu in grado di costruire strade per Bafoulabé e ciò scosse la determinazione del governo.
Ciononostante, il processo di espansione del diretto controllo territoriale verso est era iniziato. Charles de Freycinet, ministro dei lavori pubblici, appoggiò la proposta di costruire la ferrovia e nel 1880 Jauréguiberry emise un decreto che stabiliva che tutti i lavori per la sua realizzazione sarebbero stati eseguiti dalla fanteria di marina.

### Pacificazione del Senegal
Tra il 1876 e il 1877, Brière de l'Isle si assicurò che a Lat Dior, sovrano del regno di Cayor e ultimo leader Wolof in grado di costituire una minaccia per i francesi, fosse impedito qualsiasi tentativo di riconquistare i territori perduti. Brière de l'Isle consolidò così il controllo francese sul Senegal nordoccidentale. Nel 1879 Lat Dior insorse nuovamente e i francesi lo sconfissero definitivamente. Ciò permise a Brière de l'Isle di portare avanti quello che era stato il grande progetto di Louis Faidherbe: la costruzione della ferrovia Dakar-Saint-Louis attraverso le ricche regioni coltivate ad arachidi del Senegal centrale. L'opera avrebbe garantito il trasporto, la sicurezza e la disponibilità di ricchi raccolti di arachidi che sarebbero stati incanalati attraverso i porti mercantili francesi.
Nell'ottobre 1877 Brière de l'Isle iniziò, verso est e sud lungo il fiume Senegal, una campagna diretta contro lo Stato di Abdul Bubakar, negli altopiani settentrionali del Futa Jalon. Ignorando gli ordini diretti di Parigi, inviò una forza per attaccare Bubakar, che fu costretto ad accettare un protettorato francese sulle province di Toro, Lao e Irlabé.

### Guinea francese
Più a sud, nell'odierna Guinea, Brière de l'Isle effettuò una serie di offensive, occupando le posizioni vicino a Benty nel 1879 e conquistando le isole di Kakoutlaye e Matakong. Queste operazioni, insieme all'espansione nel Futa Jalon, posero le basi per la creazione, nel 1882, della colonia delle Rivières du Sud.

### Conflitto con l'Impero Toucouleur
La sconfitta subita nel 1857 all'assedio del Forte di Medina aveva contribuito a convincere il fondatore dell'Impero Toucouleur, El Hadj Umar Tall, a rivolgere le sue attenzioni a est della valle del fiume Senegal. Ciò permise prima a Faidherbe e poi Brière de l'Isle ad aver mano libera nell'attuale Senegal.
Nel 1878 Brière de l'Isle inviò truppe francesi contro il Kaarta, un regno vassallo dell'Impero Toucouleur posto lungo la riva nord del fiume Senegal. Bloccato nuovamente dal ministero delle colonie, egli sostenne che l'Impero Toucouleur costituiva una minaccia per il regno senegalese di Futa Tooro (all'epoca uno Stato cliente della Francia), nel quale vi era il rischio di interferenze britanniche. Il ministero alla fine cedette e il 7 luglio 1878 le truppe francesi distrussero un forte dei Toucouleur a Sabouciré, uccidendo il loro capo, Almany Niamody. Parte del Kaarta venne quindi incorporata nel regno di Khasso, alleato dei francesi.
Mentre Gustave Borgnis-Desbordes, Joseph Gallieni e Louis Archinard guidavano la conquista della regione del Medio-Niger, il 27 febbraio 1880 Brière de l'Isle iniziò l'avanzata nei territori che sarebbero poi diventati la regione dell'Alto-Senegal. Si crearono così le condizioni per azioni indipendenti ed espansioni imperialistiche realizzate da ufficiali sul campo e caratterizzate dal disprezzo delle restrizioni governative e dalla cultura marziale. Vandervort ha scritto che la creazione dell'"Haut-Sénégal":
Dando ai suoi comandanti militari una copertura sufficiente per agire unilateralmente (anche se illegalmente), Brière de l'Isle espanse verso est i domini francesi conquistando rapidamente i territori che nel 1890 sarebbero stati ribattezzati Sudan francese.
Questo impegno per l'espansione militare fu però la causa della rimozione di Brière de l'Isle quando i venti politici di Parigi cambiarono. Nel 1881 l'ammiraglio Georges Charles Cloué fu nominato ministro della marina, e Brière de l'Isle fu informato del fatto che l'espansione della linea ferroviaria fino al fiume Niger era un obbiettivo secondario, che doveva essere sostenuto solo da interessi commerciali senza coinvolgimento della marina nella sua costruzione. Cloué ordinò al governatore di cessare le operazioni militari a est di Kita. Brière de l'Isle, disobbedendo, ordinò al tenente colonnello Gustave Borgnis-Desbordes di lanciare una spedizione punitiva verso il fiume Niger e di impadronirsi della città di Bamako. In risposta, Brière de l'Isle fu richiamato in patria l'11 marzo 1881. Alla fine del 1881 il Senegal ebbe il suo primo governatore civile, Marie Auguste Deville de Perière.

## Tonchino
Promosso generale di brigata nel 1881, Brière de l'Isle ricevette nel febbraio 1884 il comando della 1ª brigata del Corpo di spedizione del Tonchino, impegnata nella campagna del Tonchino. Nel marzo 1884 scacciò i cinesi dalle alture di Trung Sơn e sbaragliò l'ala destra dell'esercito del Guangxi nella campagna di Bắc Ninh. In riconoscimento dei suoi servizi a Bắc Ninh, in aprile è stato nominato grand'ufficiale della Legion d'onore. Nell'aprile del 1884, con la 1ª brigata, aggirò le difese di Hưng Hóa mentre la 2ª brigata del generale François de Négrier le impegnava frontalmente, costringendo Liu Yongfu a far ritirare il suo Esercito della bandiera nera dalla città prima che i suoi uomini vi rimanessero intrappolati. La marcia di fianco di Brière de l'Isle a Hưng Hóa permise ai francesi di occupare la roccaforte più fortificata della Bandiera Nera nel Tonchino senza perdere un sol uomo.
Nel settembre 1884, poco dopo lo scoppio della guerra franco-cinese (agosto 1884 - aprile 1885), Brière de l'Isle sostituì il generale Charles-Théodore Millot come comandante in capo del Corpo di spedizione del Tonchino. Nell'ottobre 1884 sconfisse con la campagna di Kép una grande invasione cinese del delta del Tonchino. Nel gennaio 1885 fu promosso generale di divisione. Nel febbraio 1885 comandò entrambe le brigate del Corpo di spedizione del Tonchino nella campagna di Lạng Sơn, sconfiggendo l'esercito cinese del Guangxi e catturando Lạng Sơn, città di confine strategicamente importante. Questa campagna, che richiese mesi di paziente preparazione, fu forse il più grande successo militare della sua carriera.
Subito dopo la cattura di Lạng Sơn, Brière de l'Isle tornò ad Hanoi con la 1ª brigata del tenente colonnello Laurent Giovanninelli per alleviare l'assedio di Tuyên Quang, lasciando la 2ª Brigata del generale de Négrier a Lạng Sơn. Dopo aver sconfitto l'Esercito della bandiera nera di Liu Yongfu nella battaglia di Hòa Mộc del 2 marzo 1885, Brière de l'Isle entrò in trionfo a Tuyên Quang il giorno seguente. I successi sul campo di battaglia sottolinearono il fallimento dei concomitanti tentativi diplomatici di risolvere il conflitto tra Francia e Cina e furono il motivo di un sentito omaggio da parte del primo ministro francese Jules Ferry: "Sembra che l'unico negoziatore che la Cina rispetterà sia il generale Brière de l'Isle".
Il curriculum di Brière de l'Isle, ricco di risultati militari, fu rovinato alla fine di marzo 1885 dalla controversa ritirata da Lạng Sơn. La ritirata, che vanificò i risultati ottenuti con la campagna di Lạng Sơn, fu ordinata dal tenente colonnello Paul Gustave Herbinger, comandante in carica della 2ª brigata, e iniziò pochi giorni dopo dopo la sconfitta del generale de Négrier nella battaglia di Bang Bo del 24 marzo 1885. Brière de l'Isle si trovava ad Hanoi e stava progettando di spostare il suo quartier generale a Hưng Hóa, per supervisionare un'offensiva pianificata contro l'esercito dello Yunnan intorno a Tuyên Quang.
Senza aspettare di vagliare le informazioni fuorvianti contenute nei cablogrammi allarmistici di Herbinger da Lạng Sơn, la sera del 28 marzo 1885 Brière de l'Isle inviò un telegramma pessimistico al governo francese, avvertendo che il Corpo di spedizione del Tonchino rischiava il disastro se non fosse stato immediatamente rinforzato. Il cosiddetto "telegramma Lạng Sơn" fece cadere il governo di Jules Ferry il 30 marzo 1885, rovinò la carriera politica di Ferry e diede un duro colpo al sostegno interno all'espansione coloniale francese. Questa crisi politica è ricordata come l'Affare del Tonchino.
La vicenda gettò anche un'ombra sulla reputazione professionale di Brière de l'Isle. Anche se avesse potuto ottenere ulteriori avanzamenti prima del pensionamento, sapeva che in futuro sarebbe stato ricordato non come il comandante francese che aveva catturato Lạng Sơn e liberato Tuyên Quang, ma come l'uomo che aveva perso la testa e inviato il famigerato telegramma che aveva fatto cadere il governo di Ferry.
Nel maggio 1885, in seguito al rafforzamento del Corpo di spedizione del Tonchino, ora composto da due divisioni, Brière de l'Isle fu sostituito dal generale Henri Roussel de Courcy. Gli fu offerto il comando della 1ª Divisione del Corpo di spedizione allargato e accettò solo a condizione che al generale François de Négrier fosse affidato il comando della 2ª Divisione. Il ministero dell'esercito accolse la richiesta e Brière de l'Isle prestò servizio sotto il comando di de Courcy per diversi mesi. I rapporti tra de Courcy e Brière de l'Isle si guastarono presto.
Brière de l'Isle non condivideva la strategia di pacificazione del Tonchino di de Courcy e criticò la sua incapacità di adottare misure di quarantena efficaci per affrontare un'epidemia di colera nell'agosto 1885. Nell'ottobre 1885, con l'Annam e il Tonchino in aperta insurrezione contro il dominio francese e il Corpo di spedizione del Tonchino decimato dal colera, Brière de l'Isle, non potendo più sopportare di lavorare per de Courcy, descise di tornare in Francia.

## Ultimi anni
Brière de l'Isle fu aiutante ispettore generale della fanteria di marina dal 1888 al 1891 e ispettore generale dal 1892 al 1893. Morì il 19 giugno 1896 a Saint-Leu-Taverny, venendo sepolto al cimitiero di Montmartre.

## Intitolazioni
- A Tolone esiste una Avenue Général Brière de l'Isle.
- A Dakar esisteva una Avenue Brière de l'Isle, ora Avenue Amadou Cissé Dia.
- A Saint-Louis esisteva una Rue Brière de l'Isle, ora Rue Abdoulaye Seck.
- Ad Hanoi, davanti al Palazzo presidenziale di Hanoi (ex residenza del governatore dell'Indocina francese) vi era l'Avenue Brière de l'Isle, ora Đường Hùng Vương.
- La caserma del 5º Régiment Interarmes d'Outre-Mer a Gibuti si chiama Quartier Brière de l'Isle.
- Una delle principali basi militari dell'Indocina francese, ad Hanoi, si chiamava Fort Brière-de-l'Isle. Fu conquistata dai giapponesi dopo una sanguinosa battaglia il 9 marzo 1945[20].